# Martin Whitmarsh
Martin Richard Whitmarsh (29 de abril de 1958) é um empresário britânico que ocupou o cargo de diretor-executivo do grupo da Aston Martin Performance Technologies (AMPT) entre 2021 e 2024. Whitmarsh é mais conhecido por seu longo e bem-sucedido período na McLaren, para a qual trabalhou por 25 anos (1989–2014) em vários cargos seniores, incluindo o de diretor-executivo do grupo, bem como de chefe da equipe de Fórmula 1 por seis anos (2008–2014).

## Carreira
Whitmarsh foi o diretor-executivo da McLaren Racing, uma empresa subsidiária do Grupo McLaren e diretor de operações desse grupo, além de ser o chefe da equipe de Fórmula 1 da McLaren. Whitmarsh também era o presidente da Associação de Equipes de Fórmula 1 e, portanto, tinha a responsabilidade de representar os interesses das equipes de Fórmula 1, até que a organização foi dissolvida em 2014. Em 2014, Whitmarsh foi removido de seu cargo de diretor executivo do Grupo McLaren, diretor executivo da McLaren Racing e também removido do comando da equipe McLaren. Ron Dennis o substituiu nos dois cargos de diretor executivo e Eric Boullier substituiu-o como chefe da equipe de Fórmula 1.
Em março de 2015, ele se tornou diretor executivo da equipe Ineos Team UK America's Cup.
Em setembro de 2021, Whitmarsh foi contratado para o cargo de diretor-executivo do recém-criado grupo da Aston Martin, a Aston Martin Performance Technologies (AMPT), assumindo o cargo em 1 de outubro de 2021. Com ele ficando responsável por combinar as atividades de Fórmula 1 da Aston Martin com o desenvolvimento, aplicação e comercialização das capacidades técnicas do grupo, bem como da propriedade intelectual. Em 2 de julho de 2024, foi anunciado que Andy Cowell substituiria Whitmarsh como diretor-executivo do grupo Aston Martin a partir de 1 de outubro de 2024.